# 小野寺重之
小野寺 重之（おのでら しげゆき、1947年10月24日 - ）は、日本の社会人野球選手（外野手）、元Jリーグ・柏レイソル社長。宮城県生まれ。

## 人物
気仙沼市出身。宮城県気仙沼高等学校では1965年、夏の東北大会県予選準決勝に進むが古川工業に敗退。甲子園には出場できなかった。卒業後は明治大学に進学。名将島岡吉郎監督の指導を受ける。東京六大学野球リーグでは、1967年春季リーグから四番打者に抜擢され、1969年春季リーグで8年振りに優勝。直後の全日本大学野球選手権大会では東海大の上田二郎投手に抑えられ、2回戦敗退。同年の第8回アジア野球選手権大会日本代表に選出される。外野手としてベストナインに2回選出。大学同期にエースの古屋英雄、二塁手の倉田晃がいる。
1970年に日立製作所入社後は同社野球部で都市対抗野球大会に5年連続出場。1973年の大会では四番打者として、エース佐藤博を擁し勝ち進む。しかし日本鋼管との準決勝では投手陣が打ち崩され、大学同期の古屋と上岡誠二の継投に屈し大敗。1971年と1972年の社会人ベストナイン外野手部門に選ばれている。
日立製作所から日立建設設計を経て、2003年3月に柏レイソルの運営会社「日立柏レイソル」の社長に就任。2年連続の入れ替え戦の末にJ2降格が決まった2005年シーズン終了後はサポーターから辞任を求める声も出ていたが、「チームを建て直し、1年でJ1に戻すことが私の責任」と語り、2006年も社長職を務める。結果、公約どおり1年でのJ1復帰を果たした。
2007年3月末をもって日立柏レイソルの社長を退任。降格決定時の挨拶では、スタジアム全体から「辞めろ」コールを浴びたが、レイソルのＪ１復帰後の退任時には、試合後に社長コールと選手らの胴上げで送られた。
明治大学野球部の1年先輩である星野仙一と交友がある。

## 経歴
- 明治大学
- 日立製作所 1970-1998
国分工場総務部庶務課長 1985.2-
日立工場総務部庶務課長 1990.8-
横浜支社総務部長 1993.8-
中部支社総務部長 1996.8-
- 日立建設設計 1998.8-2003
取締役 2001.5-
- 日立柏レイソル：代表取締役社長 2003.3-2007.3
- 日立建設設計 2007.4-
常務取締役 2007.4-[3]
- 日立システムズネットワークス営業主管シニアアドバイザー
- みなと気仙沼大使